# Качори (Пільський повіт)
Качори (пол. Kaczory, нім. Erpel) — місто в Польщі, у гміні Качори Пільського повіту Великопольського воєводства.
Населення — 2904 особи (2011).
1 січня 2022 року вперше за свою історію отримало статус міста.
У 1975-1998 роках село належало до Пільського воєводства.

## Демографія
Демографічна структура станом на 31 березня 2011 року:
|          | Загалом | Допрацездатний вік | Працездатний вік | Постпрацездатний вік |
| -------- | ------- | ------------------ | ---------------- | -------------------- |
| Чоловіки | 1419    | 307                | 1018             | 94                   |
| Жінки    | 1485    | 319                | 948              | 218                  |
| Разом    | 2904    | 626                | 1966             | 312                  |